# Car Battler Joe
Car Battler Joe (激闘！カーバトラーGO !!?, Gekitō! Car Battler Go!!) è un videogioco del 2001 sviluppato da Ancient e pubblicato da Victor Interactive Software per Game Boy Advance. Commercializzato in America settentrionale da Natsume, il gioco è stato distribuito per Wii U tramite Virtual Console.